# Vesubia caduca
Vesubia caduca là một loài nhện trong họ Lycosidae.
Loài này thuộc chi Vesubia. Vesubia caduca được Ferdinand Karsch miêu tả năm 1880.